# Michael Winter (Reiter)

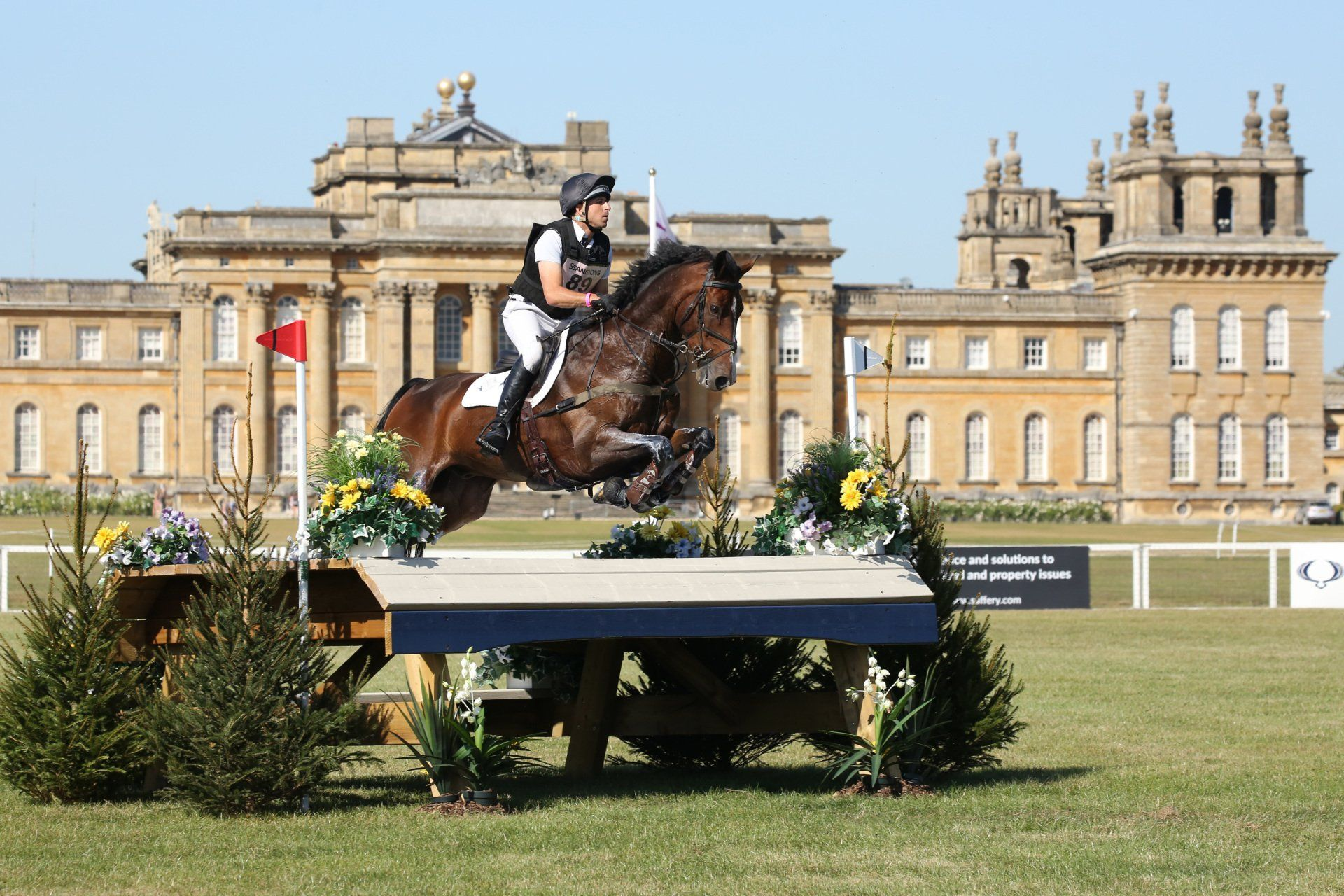
Mike Winter (2021)

Michael „Mike“ Winter (* 16. August 1974 in Montréal, Québec) ist ein kanadischer Vielseitigkeitsreiter, der in England lebt.

## Karriere
Winter ritt bei den Olympischen Spielen in Athen und Beijing.

## Privates
Er ist mit der britischen Vielseitigkeitsreiterin Emma Winter verheiratet, mit der er zwei Töchter hat. Seit Ende 2009 betreibt das Paar einen Stall in Chedworth, zuvor lebte die Familie in der Nähe von Atlanta.

## Pferde (Auszug)
ehemalige Turnierpferde:
- Balista (* 1991), brauner Wallach, Vater: Secretary of War, Muttervater: Baldski
- King Pin (* 1996), Fuchswallach, Besitzer: Michael Winter
- Unsteelable; inzwischen Ragtime Star (* 2000), brauner Wallach

## Erfolge

### Championate und Weltcup
- Olympische Spiele
  - 2004, Athen: mit Balista 12. Platz mit der Mannschaft und ausgeschieden im Einzel
  - 2008, Beijing: mit King Pin